# Bergmann MG 15nA
La Bergmann MG 15nA fue una ametralladora ligera alemana, desarrollada y producida durante la Primera Guerra Mundial.

## Diseño y desarrollo
La ametralladora Bergmann empleaba un sistema de acerrojado patentado por Theodor Bergmann en 1901, siendo accionada por retroceso corto. El sistema de acerrojado, en el cual una leva mueve verticalmente el cerrojo en el cajón de mecanismos del arma, se parecía al de la Ametralladora Browning M1917. El diseño original, basado en el modelo de 1910, era una ametralladora pesada equipada con una camisa de enfriamiento por agua. Entonces se aligeró la ametralladora para poder emplearse por la infantería y a bordo de aviones. En la versión aérea, el cerrojo fue aligerado y su cadencia se incrementó de 500 a 800 disparos/minuto. La versión terrestre fue adoptada como la Bergmann MG 15. Su cajón de mecanismos fue fresado y aligerado, teniendo una culata en la parte posterior. Se le instaló un pistolete y su respectivo conjunto de gatillo en lugar de las agarraderas "mango de pala", además de reemplazar la pesada camisa de enfriamiento por una delgada funda de cañón perforada e instalarle un bípode a la mitad del cañón.
El principal desarrollo de la ametralladora tuvo lugar a inicios de 1916, cuando la Bergmann MG 15 fue transformada en una segunda variante para imitar el desarrollo de la Maxim MG 08/15. Se le volvió a instalar un cerrojo más pesado para reducir su cadencia, ya que el cerrojo original causaba bloqueos cuando se empleaba en tierra. El bípode fue retirado de la delgada funda del cañón y reubicado delante del pistolete, usando una articulación que admitía los bípodes empleados por las ametralladoras Bergmann y Maxim. También se le añadió un asa de transporte y nuevos mecanismos de puntería. Era alimentada mediante cinta de eslabones metálicos, de 100 o 200 cartuchos. Cuando esta variante fue adoptada, recibió la designación Bergmann MG 15nA, donde nA es la abreviación de neuer Art (modelo nuevo, en alemán). El modelo viejo fue redesignado Bergmann MG 15aA, donde aA es la abreviación de alter Art (modelo viejo, en alemán). El Ejército Imperial Alemán empleó con más frecuencia la MG 15nA que la MG 15aA.      

## Historial de combate
Esta ametralladora fue ampliamente utilizada en combate, pero no a la escala de las ametralladoras Maxim. La Bergmann MG 15nA fue un arma importante, ya que cerraba la brecha del arsenal alemán entre el fusil y la ametralladora pesada. Las únicas ametralladoras ligeras que el Ejército Imperial Alemán había desplegado antes de la adopción de la Bergmann MG 15nA eran las diversas ametralladoras Madsen empleadas por los batallones de Musketen. En la Batalla del Somme de 1916, el Ejército alemán descubrió que necesitaba urgentemente un arma para contrarrestar las ametralladoras Lewis del Ejército Británico. Las limitadas cantidades de ametralladoras Madsen solo agudizaron la necesidad de una ametralladora ligera. Alemania no produjo ninguna ametralladora Madsen durante la Primera Guerra Mundial y se basaba casi por completo en armamento capturado. Las ametralladoras Madsen eran empleadas entre una mezcla de ejemplares capturados de un lote destinado a Bulgaria y otras suministradas por los austriacos. Después de la Batalla del Somme, el Ejército alemán ordenó unas 6.000 MG 15nA en noviembre de 1916. Estas ametralladoras fueron distribuidas a los Musketen y otros batallones de infantería antes que suficientes soldados pudieran entrenarse en el uso de la nueva MG 08/15 en el invierno y la primavera de 1917. La mayoría de las ametralladoras MG 15nA fueron suministradas a las unidades destacadas en el Frente del Este y en Palestina, donde el Asien-Korps alemán empleó esta ametralladora. La principal limitación del arma era que su cañón enfriado por aire se sobrecalentaba después de 250 disparos. Por lo tanto eran agrupadas en secciones, donde su emplazamiento táctico permitía a los soldados abrir fuego de forma alternada o eran suministradas a destacamientos móviles que no precisaban abrir fuego sostenido por mucho tiempo. Las Leichtmaschinengewehr Truppen (LMGt; tropas de ametralladoras ligeras, en alemán) alemanas fueron formadas específicamente para el uso de esta arma. La MG 15nA fue una ametralladora generalmente fiable que estuvo en servicio hasta que el Tratado de Versalles prohibió la producción de ametralladoras en 1919, pero la preponderancia de la MG 08 durante la guerra hizo que no llamase la atención de los oficiales. Cuando empezó la Segunda Guerra Mundial, ya había caído en el olvido.
Fue empleada brevemente durante las últimas etapas de la Segunda Guerra Mundial como un arma de última defensa por el Volkssturm, debido a la escasez de armamento causada por los bombardeos.          

## Usuarios
- Imperio alemán
- República de China: compró ametralladoras M1910 durante la Era de los caudillos[1]
- Segunda República Española